# Drusus kazanciae
Drusus kazanciae är en nattsländeart som beskrevs av Cakin 1983. Drusus kazanciae ingår i släktet Drusus och familjen husmasknattsländor. Inga underarter finns listade i Catalogue of Life.